# Савицкий, Дмитрий Болеславович
Дми́трий Болесла́вович Сави́цкий (1893—1948) — советский архитектор, автор крупных промышленных и инженерных объектов. Лауреат Сталинской премии за архитектуру Верхневолжских гидроузлов (1951).

## Биография
Дмитрий Болеславович Савицкий родился в 1893 году в Архангельске в семье гражданских инженеров.

### Образование
Учился в Калужском реальном училище.
В 1911 году поступил учиться на архитектурный факультет Института гражданских инженеров Императора Николая I в Санкт-Петербурге.
Первая мировая война, затем революция и гражданская война прервали обучение.
В 1917 году окончил курс Михайловского артиллерийского училища и был направлен в артиллерийскую дивизию на северо-западный фронт.
В 1918 году работал на строительстве оборонительных сооружений Нижнего Новгорода, Тамбова и других городов.
В 1922 году Савицкий продолжает учёбу в институте и в 1925 году заканчивает его.

### Трудовая деятельность
С 1925 по 1931 года жил и работал в Средней Азии. Там он руководил строительством хлопковых заводов.
Работал над конкурсным проектом театра в Самарканде.
Полгода работал в Сталинграде над проектом по восстановлению и реконструкции завода «Баррикада».
В 1931 году Савицкий переехал в Москву. Работал в научно-исследовательском секторе Московского отдела коммунального хозяйства и преподавал рисунок в институте инженеров коммунального хозяйства. В 1934 году вступил в Союз архитекторов СССР.
С 1932 года участвовал в разработке трассы канала Москва-Волга, являлся старшим архитектором Икшинского района. С 1935 по 1937 года руководил строительством комплекса пятого Икшинского гидроузла.
С 1937 и до войны руководил возведением сооружений Рыбинского гидроузла. С этого объекта началось его сотрудничество со скульптором В. И. Мухиной.
Преподавал рисунок в Московском институте инженеров коммунального хозяйства и в Московском архитектурном институте.
Руководил архитектурно-проектным отделом Куйбышевского гидроузла «Гидростроя».

### Годы Великой Отечественной войны
В 1941 году был мобилизован на оборонительные работы под Ростовом Великим, а в 1942 году мобилизован под Казань на постройку стратегической железнодорожной линии Свияжск-Ульяновск.
В 1944 году работал в мастерскую А. В. Щусева. Разрабатывал проекты по восстановлению разрушенных городов — В. Новгорода, Кишинёва, Туапсе.

### После войны
В 1946 году окончил Институт аспирантуры Академии архитектуры СССР. После войны работал с В. И. Мухиной над проектом памятника П. И. Чайковскому. Памятник установили перед зданием Московской консерватории уже после смерти Савицкого и Мухиной.
Дмитрий Савицкий умер 20 декабря 1948 года.

## Проекты и постройки
- Первый городской мост через Волгу в г. Рыбинске
- Проекты мостов через Яузу
- Северный канал в Москве
- Станция метрополитена «Аэропорт» (в соавторстве)
- Здание Академии наук в Москве (в соавторстве)
- Рыбинский гидроузел
- Икшинский гидроузел[4]

## Награды
- Сталинская премия третьей степени (1951) — за архитектуру Верхневолжских гидроузлов
- Орден Трудового Красного знамени (1937) — за работы по каналу «Москва-Волга»[2]
- Почётная грамота Узбекской ССР[1]
- Почётная грамота Верховного совета СССР[1]